# Balboa Fun Zone
Koordinaten: 33° 36′ 10″ N, 117° 53′ 56″ W
Die Balboa Fun Zone ist ein Freizeitpark in Newport Beach im US-Bundesstaat Kalifornien. Die am Hafen gelegene Anlage befindet sich auf der Balboa Peninsula. In direkter Nachbarschaft liegt der historische Balboa Pavilion.

## Geschichte
Die Balboa Fun Zone wurde 1936 von Al Anderson errichtet. Die Anlage befand sich auf einem gepachteten Stück Land, das Anderson im Jahre 1948 von dem Besitzer kaufte. Das große Riesenrad von 1918 wurde schnell zu einem Wahrzeichen der Stadt. Von 1972 bis 1985 blieb der Vergnügungspark aufgrund rechtlicher Probleme geschlossen. Nur ein Jahr darauf wurde er dank der Initiative von Jordan Wank wieder eröffnet. 1994 kauften die ehemaligen Angestellten Joe Tunstall und Bob Speth die Anlage. Die Balboa Fun Zone wurde 2005 vom benachbarten Newport Harbor Nautical Museum erworben. Einige der Fahrgeschäfte wurde daraufhin demontiert, um für den Erweiterungsbau des Museums Platz zu schaffen. Das alte Riesenrad ist heute eine der letzten erhaltenen Attraktionen. Nachts ist es sehr farbenfroh beleuchtet und deshalb ein beliebtes Fotomotiv.